# Marleen Nelen
Marleen Nelen (Essen, 2 oktober 1971) is een Vlaams jeugdauteur.

## Biografie
Marleen Nelen studeerde fotografie aan de kunstacademie van Gent. 
Haar eerste kortverhalen verschenen in tijdschriften als De Brakke Hond en Revolver. Ze schreef zes jeugdromans en één roman voor volwassenen, aanvankelijk gepubliceerd bij het Davidsfonds, sinds 2015 uitgegeven door Em. Querido's Uitgeverij.
Kenmerkend voor Nelens werk is haar beeldrijke stijl. De personages in haar boeken zijn vaak buitenstaanders.
Voor haar jeugdroman Over zee werd Nelen in 2010 bekroond met de Zoute Zoen, de belangrijkste manuscriptenprijs voor een jeugdboek in het Nederlands taalgebied. In oktober 2021 ontving ze de Lavki-prijs voor het Jeugdboek voor Alles wat licht is. Enkele titels van Nelen zijn vertaald in het Duits en het Frans.